# Тимур
Тимур (чагатайською — Залізний) або Тамерлан (9 квітня 1336 — 19 лютого 1405) — середньоазійський державний діяч і політик, полководець, засновник династії Тимуридів, емір між 1370 та 1405 роками. Не бувши нащадком Чингісхана, Тимур усе життя правив через підставних ханів-нащадків, що насправді були сліпим знаряддям у його руках. Столицею власної імперії Тимур обрав місто Самарканд. Він сприяв розвитку науки й культури, особливо багато уваги приділяючи будівництву палаців, мечетей, мавзолеїв. Володіючи визначними організаторськими та військовими здібностями, йому вдалося створити численну, дисципліновану й добре озброєну армію.

## Ім'я Тамерлана
Повне ім'я Тимура було Тимур ібн Тарагай Барлас (Tīmūr ibn Taraġay Barlas — Тимур син Тарагая з барласів) відповідно до арабських звичаїв (алам-насаб-нісба). У старій узбецькій і монгольській мовах (обидві алтайські) Temür або Темір означає «залізо». У середньовічних руських літописах іменувався як Темір Аксак.
Не бувши чингізидом, Тимур загалом не міг носити титул великого хана, завжди називаючи себе лише еміром (вождем, правителем). Однак, породичавшись у 1370 році з родом Чингізидів, він прийняв ім'я Тимур Гурган (Timūr Gūrkānī, (تيمور گوركان), Gurkān — іранізовану видозміну монгольського күрүген або хүрген, «зять». Це означало, що Тамерлан, породичавшись із ханами-чингізидами, міг вільно жити і діяти в їхніх дворах.
У різних перських джерелах часто трапляється іранізоване прізвисько Тимур-е Лянг (Tīmūr-e Lang, تیمور لنگ) «Тимур Кульгавий». Це ім'я, ймовірно, розглядалося в той час, як презирливо - зневажливе. Воно перейшло до західних мов (Tamerlan, Tamerlane, Tamburlaine, Timur Lenk) і до української мови, де не має жодного недоброго відтінку і використовується поряд з початковим «Тимур».

## Особистість
Початок політичної діяльності Тамерлана схожий з біографією Чингісхана: вони були ватажками набраних ними особисто загонів прихильників, які й згодом залишалися головною опорою їхньої могутності. Подібно до Чингісхана, Тимур особисто відав усіма тонкощами створення військових сил, мав докладні відомості про сили ворогів і стан їхніх земель, мав серед власного війська безумовну повагу і міг цілком покладатися на своїх сподвижників. Менш вдалим був вибір осіб, поставлених на чолі цивільного керування (відомі численні випадки покарання за хабарництво вищих сановників у Самарканді, Гераті, Ширазі, Тебризі). Тимур полюбляв розмовляти з науковцями, особливо слухати читання історичних творів; власними знаннями з історії він здивував середньовічного історика, філософа і мислителя Ібн Хальдуна; розповідями про доблесті історичних і літописних героїв, Тимур користувався для наснаги своїх воїнів.

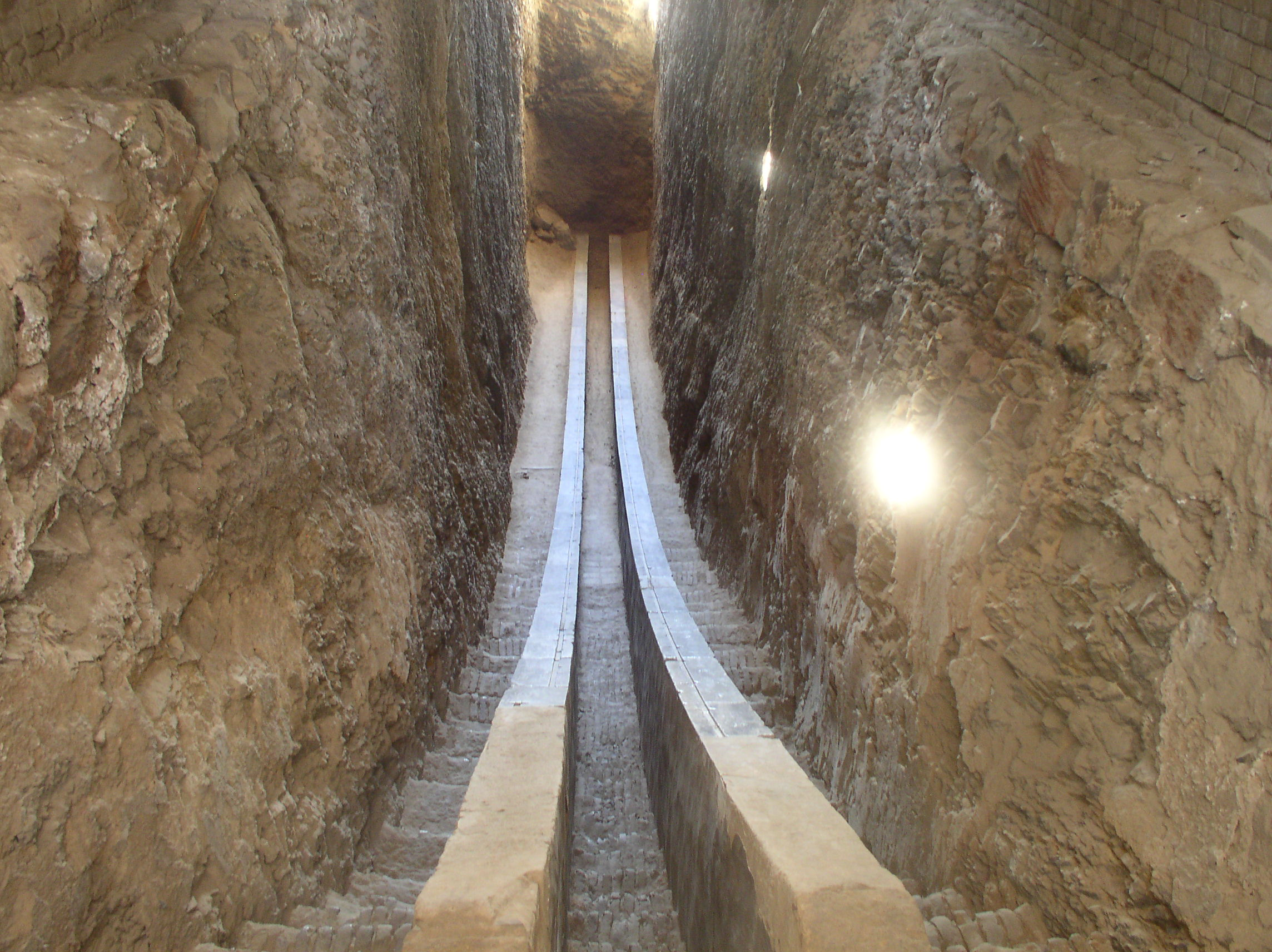
Секстант обсерваторії Улугбека в Самарканді.

Тимур залишив по собі десятки монументальних архітектурних споруд, а деякі з них увійшли до скарбниці світової культури. Будівлі Тимура, у створенні яких він брав діяльну участь, свідчать про його високий художній смак.
Тимур піклувався переважно про процвітання свого рідного Мавераннахра і про піднесення блиску власної столиці — Самарканда. Тимур приганяв з усіх завойованих земель майстрів, архітекторів, ювелірів, будівельників, зодчих для того, щоб облаштувати міста його імперії: столицю Самарканд, батьківщину батька — Кеш (Шахрисябз), Бухару, прикордонне місто Ясси (Туркменістан). Всю свою турботу, яку він вкладав у столицю Самарканд, йому вдалося виразити через слова про неї:
|  | Над Самаркандом завжди буде блакитне небо і золоті зірки |

Тільки в останні роки він вживав заходів для підняття добробуту інших земель держави, переважно прикордонних (1398 року був прокладений новий зрошувальний канал в Афганістані, 1401 року — в Закавказзі тощо).

## Життєпис
Тимур народився в селі Ходжа-Ільгар поблизу міста Кеш (сучасний Шахрисабз) за 60 км на південь від міста Самарканд, Узбекистан. Батько Тимура, бек Тарагай, був ватажком монголо-тюркського племені барласів та нащадком Карачара Нойона, могутнього соратника Чаґатая, сина Чингісхана. Дитинство й юність Тимура пройшли в горах Кеша. У юності він полюбляв полювання, кінні змагання, кидання списа та стрільбу з лука, мав схильність до військових ігор. З десятирічного віку наставники-атабеки, що служили в Тарагая, навчали Тимура військового мистецтва й спортивних ігор.

### Здобуття влади

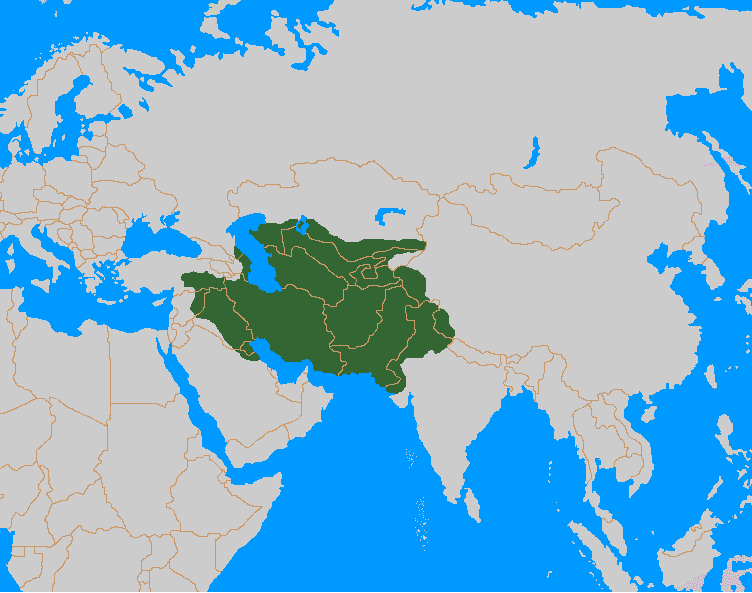
Імперія Тимура

Ймовірні «Мемуари» Тимура свідчать про те, що він очолював кілька походів у часи повстань, що спалахнули 1357 року по смерті еміра Казгана, правителя Межиріччя. Після вторгнення Тоглак-Тимура, хана Кашгара (1361) та призначення намісником Межиріччя його сина Ільяс-Ходжі Тимур став його помічником та правителем Кеша. Проте дуже скоро він втік та приєднався до еміра Балха та Самарканда Хусейна, онука Казгана, й одружився з його дочкою. У союзі з Хусейном Тимур розпочав тривалу боротьбу проти Ільяс-Ходжі та його батька. 1362 року під час однієї із сутичок Тимур був поранений у ногу і відтоді був кульгавим. Звідси походить прізвисько Тимура — Залізний кульга, або на європейську манеру — Тамерлан (від Тимур-і-ленг).
Після багатьох набігів союзникам вдалось розбити сили Ільяс-Ходжі 1364 року. Відтоді вони поставили собі за мету завоювати все Межиріччя. 1370 року Тимур повстав проти свого соратника Хусейна, полонив його у Балсі, захопив владу над Мавераннахром та проголосив, що він є нащадком Чагатая й збирається відродити монгольську імперію. Згодом він одружився з вдовою Хусейна й прийняв титул «гурган», який чагатайською мовою означає «зять» у цьому випадку рівнозначно «Зять дому Чингісхана».

### Початок правління
Перші десять років від здобуття влади Тимур присвятив боротьбі з ханами Дженту (нині Східний Туркестан) та Хорезму, 1380 року захопив Кашгар. Потім він втрутився в суперечку між ханами Золотої Орди на Русі та допоміг Тохтамишу посісти престол. Останній за допомогою Тимура розбив правителя Орди Мамая, посів його місце і, аби помститись московському князеві за поразку, якої той завдав Мамаю 1380 року, 1382 року захопив Москву. Проте, після отримання влади в Золотій Орді, хан Тохтамиш почав проводити ворожу політику щодо земель Мавераннахра. Тамерлан здійснив три походи проти хана Тохтамиша, остаточно розбивши його 28 лютого 1395 року.

### Завоювання Персії

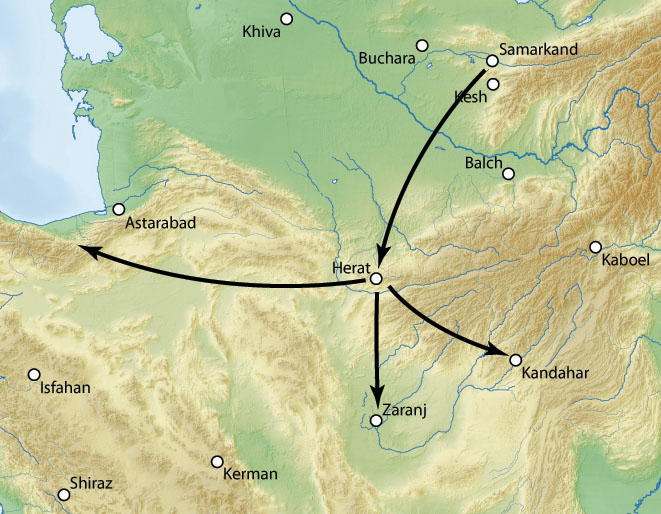
Перська кампанія 1381—1384 років

Завоювання Тимуром Персії розпочалось 1381 року із захоплення Герату. Нестале політичне та економічне становище, що склалося на той час у Персії, сприяло завойовнику.
Відродження держави, що розпочалось у добу правління Ільханів, знову уповільнилось зі смертю останнього представника роду Абу Саїда (1335). За відсутності прямого спадкоємця, трон почергово обіймали різні династії, що ворогували між собою. Положення ускладнювалося ще й зіткненням між династіями монгольських Джалаїрів, які правили у Багдаді та Тебризі; родом Музафаридів, що правили у Фарсі та Ісфагані; династією Харид-Куртів, які правили у Гераті; місцевих релігійних та племінних союзів, як наприклад, сербедари у Хорасані та афгани у Кермані, а також дрібних князів у прикордонних землях. Усі ці розрізнені князівства не могли спільно та дієво протистояти навалі Тимура. Хорасан та вся Східна Персія впали під його натиском у 1382—1385 роках Фарс, Ірак, Азербайджан та Вірменія були завойовані Тимуром у проміжок 1386—1387 та 1393—1394 років. Межиріччя та Грузія перейшли під його владу 1394 року.

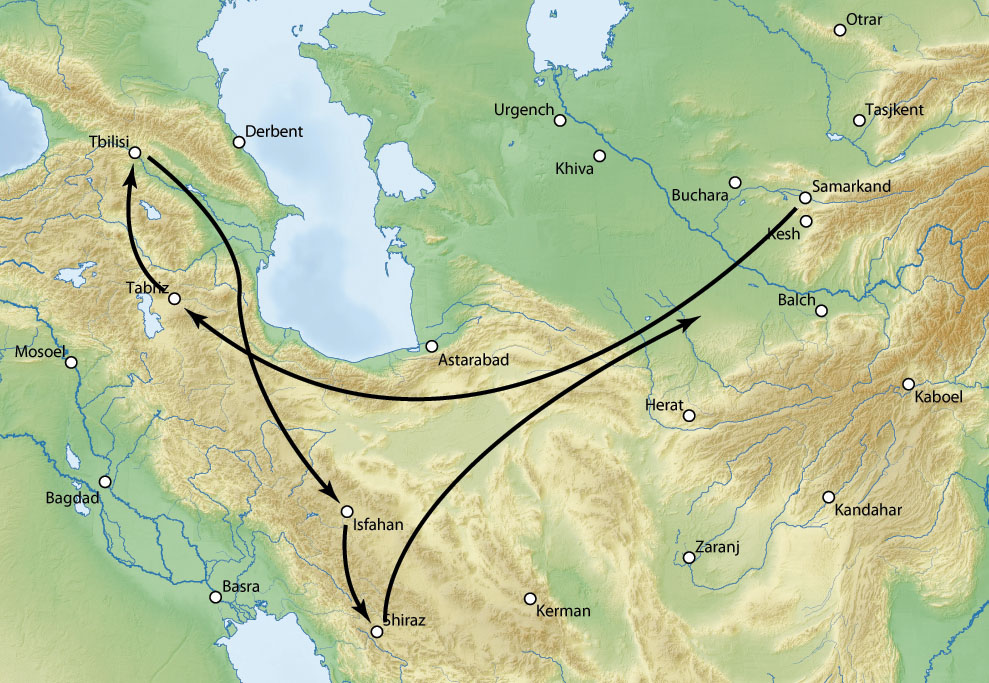
Персія 1386—1388 років

У перервах між завоюваннями, Тимур воював із Тохтамишем, який вже об'єднав Білу та Синю Орду, вже став ханом Золотої Орди, чиє військо вдерлося в Азербайджан 1385 року та Межиріччя 1388 року, розбивши армію Тимура. 1391-го року Тимур, переслідуючи Тохтамиша, дійшов до південних степів Нижнього Поволжя, розбив ворога у битві на річці Кондурчі та скинув його з престолу. Проте 1395 року ординський хан знову пішов на Кавказ, але був остаточно розбитий на річці Кура. Крім цього Тимур спустошив міста Астрахань, Сарай-Бату, Азак (Азов), проте не дійшов до Москви. Повстання, що зненацька спалахнуло й охопило всю Персію під час цієї кампанії, вимагало його негайного повернення. Тимур придушив його з надзвичайною жорстокістю. Цілі міста були вщент зруйновано, мешканців безжально знищували, а їхні голови замуровували у стіни міських веж.
Під час цього походу військо Тимура двічі вторгалося на терени сучасної України: один раз, переслідуючи емірів Тохтамиша, дійшло до Дніпра, а звідти — до Дону, потім повернуло на північ і спустошило Рязанську землю (здобули місто Єлець). Згодом війська Тимура повернули на Кримський півострів, де спустошили міста Крим (очевидно, Солхат) та Кафу (Феодосію).

### Похід до Індії

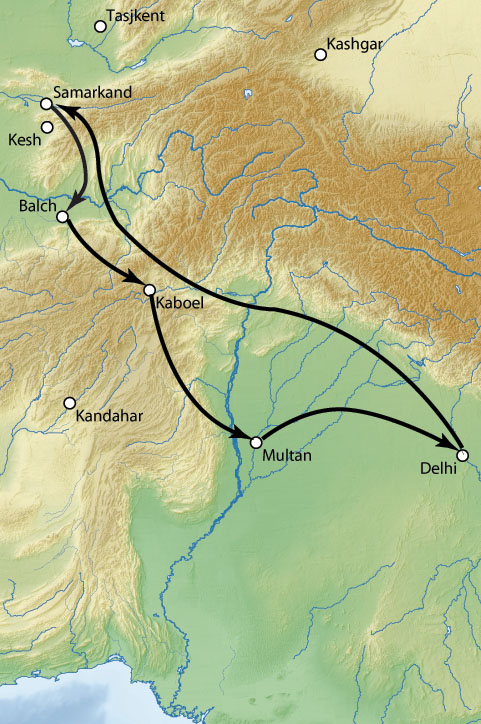
Мапа індійської кампанії 1398—1399 років

1398 року, коли Тимуру вже було далеко за шістдесят, він розпочав другий зі своїх великих походів — на Індію, обурений тим, що султани Делі виявляли надто багато терпимості стосовно своїх підданих. 24 вересня військо Тимура перейшло Інд і увійшло в Делі. Армія Махмуда Туглака була розбита при Паніпаті ще 17 грудня. Від столиці Делі залишились тільки руїни, з яких місто відроджувалося по тому більше століття. 1399 року Тимур повернувся до Самарканда із величезною здобиччю. Сучасник Руї Гонсалес да Клавіхо писав, що поміж іншого 90 захоплених слонів несли на собі будівельне каміння із індійських кар'єрів для зведення мечеті в Самарканді.

### Похід до Єгипту

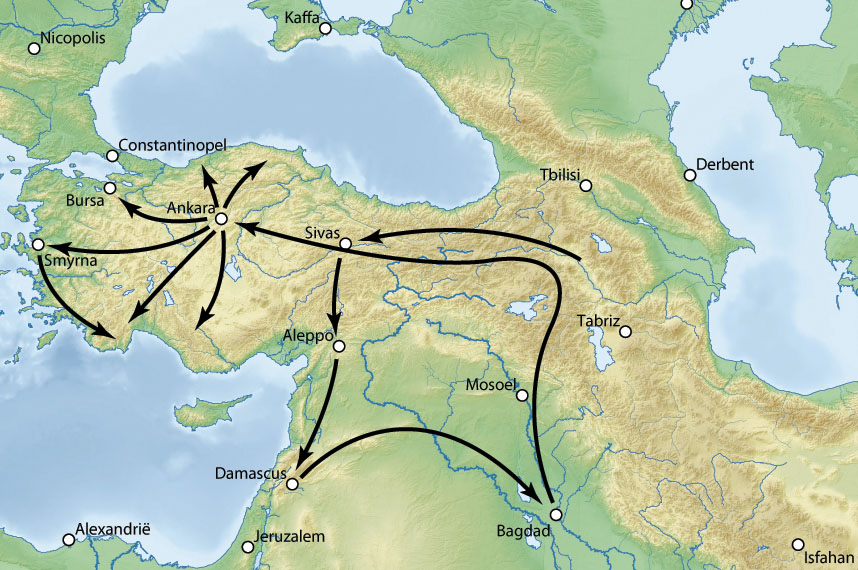
Похід до Єгипту

Заклавши фундамент мечеті, того ж року Тимур розпочинає свою останню третю велику експедицію, метою якої було покарати єгипетського мамлюцького султана за те, що він надавав підтримку Ахмаду Джалаїру та османському султану Баязіду I, який захопив Східну Анатолію. Після відновлення своєї влади в Азербайджані Тимур рушив у Сирію. Алеппо було взято штурмом та пограбовано, армію мамлюків розбито, а Дамаск захоплено 1400 року. Нищівним ударом по добробуту Єгипту було те, що Тимур вислав у Самарканд усіх майстрів на будівництво мечетей і палаців. 1401 року штурмом узято Багдад, двадцять тисяч його мешканців убито, а всі вцілілі пам'ятки зруйновано. Тимур перезимував у Грузії, а навесні перетнув кордон Анатолії, розбив Баязіда 20 червня 1402 року поблизу Анкари та захопив Смірну (Ізмір), якою володіли лицарі з Родосу (Орден Іонітів). Султан Баязід помер у полоні.

### Обмін з Європою
Основна стаття: Взаємини Тимуридів з Європою

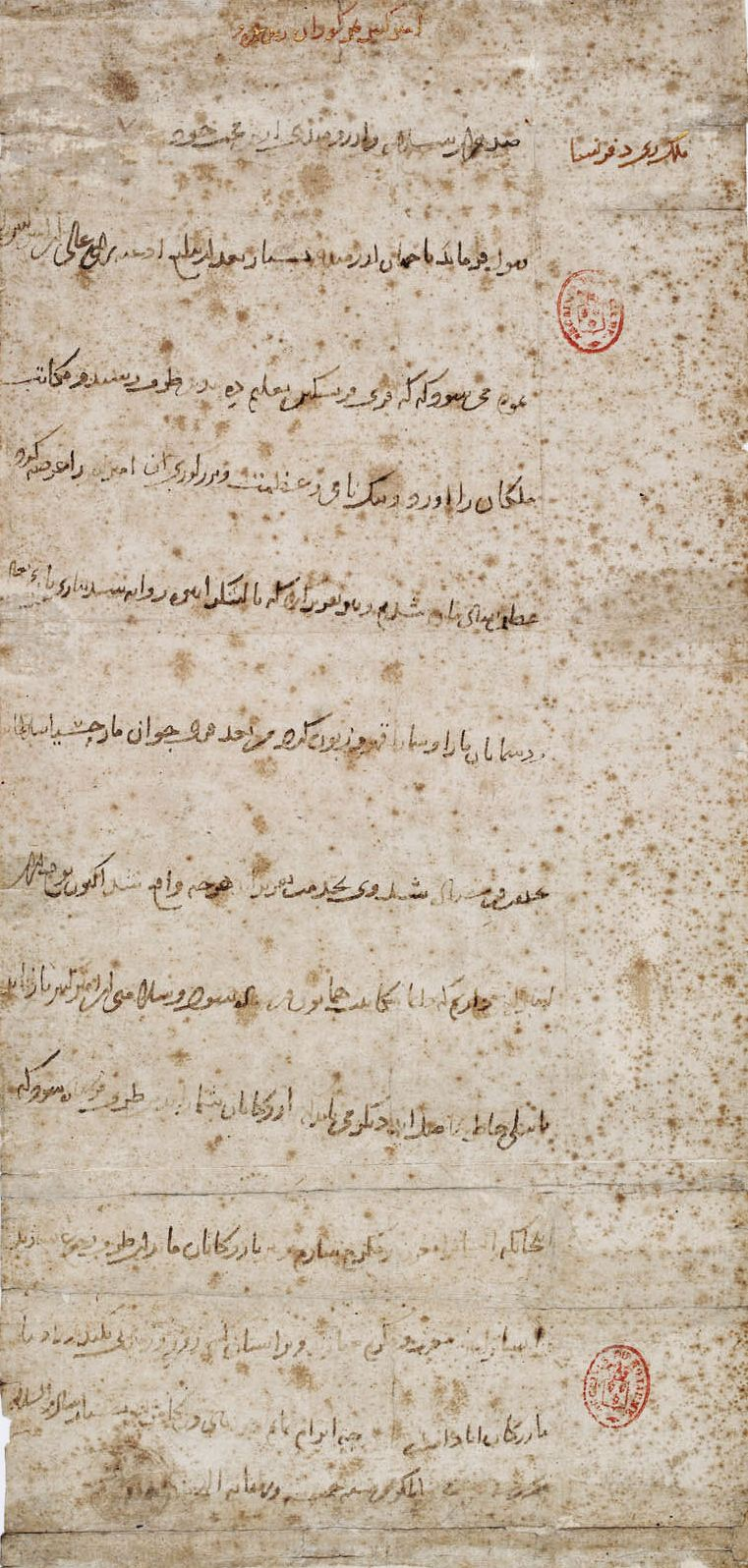
Лист Тимура до Карла VI, 1402 р. Національний архів, Париж.

Тимур мав численні епістолярні та дипломатичні зносини з різними європейськими державами, особливо з Іспанією та Францією. Взаємини між двором Енріке IIII Кастильського та Тимуром відіграли важливу роль у середньовічній кастильській дипломатії. 1402 року, під час битви за Анкару, разом з Тимуром були вже два іспанські посли: Пелайо де Сотомайор і Фернандо де Палазуелос. Згодом Тамерлан надіслав до двору королівства Леону та Кастилії посла Чагатая на ім'я Хаджі Мухаммад аль-Казі з листами та подарунками.
Натомість Генріх III Кастильський у 1403-1406 роках відправив відоме посольство до двору Тимура в Самарканд на чолі з Руєм Гонсалесом де Клавіхо з двома іншими послами — Альфонсо Паесом і Гомесом де Салазаром. Після повернення було повідомлено, ніби Тимур підтвердив, що вважає короля Кастилії «своїм власним сином».
За словами Клавіхо, хороше ставлення Тимура до іспанської делегації розбігалося з презирством, яке виявляв його господар до посланців «володаря Катаю» (тобто імператора Йонгле) — китайського правителя. Візит Клавіхо до Самарканда дозволив йому повідомити європейській спільноті про новини з Катаю (Китаю), який мало хто з європейців зміг відвідати безпосередньо впродовж століття, що минуло з часів подорожей Марко Поло.
Окрім того, візантійський Іоанн VII Палеолог, який був регентом під час відсутності свого дядька на Заході, послав у серпні 1401 року домініканського монаха до Тимура, щоби віддати йому шану й запропонувати сплатити йому данину замість турків, щойно він зумів їх перемогти.

### Смерть Тимура
Щойно припинили чинити опір єгипетський султан та Іоанн VII (надалі співправитель Михайла ІІ Палеолога), Тимур повернувся до Самарканда і тут вже почав готуватись до наступної експедиції в Китай. Він виступив наприкінці грудня, проте в Отрарі на річці Сирдар'я захворів та помер 19 лютого 1405 року. Тіло його було бальзамовано та в ебонітовій труні переправлено до Самарканда. Там його поховали в мавзолеї, названому Гур-Емір. Перед своєю смертю Тимур поділив власну імперію між сином та онуком, вони єдині серед прямих нащадків залишились живими. Після багатолітньої війни та ворожнечі з приводу залишеного заповіту нащадки Тимура зрештою були об'єднані молодшим сином хана Шахрухом.

### Хронологія життя

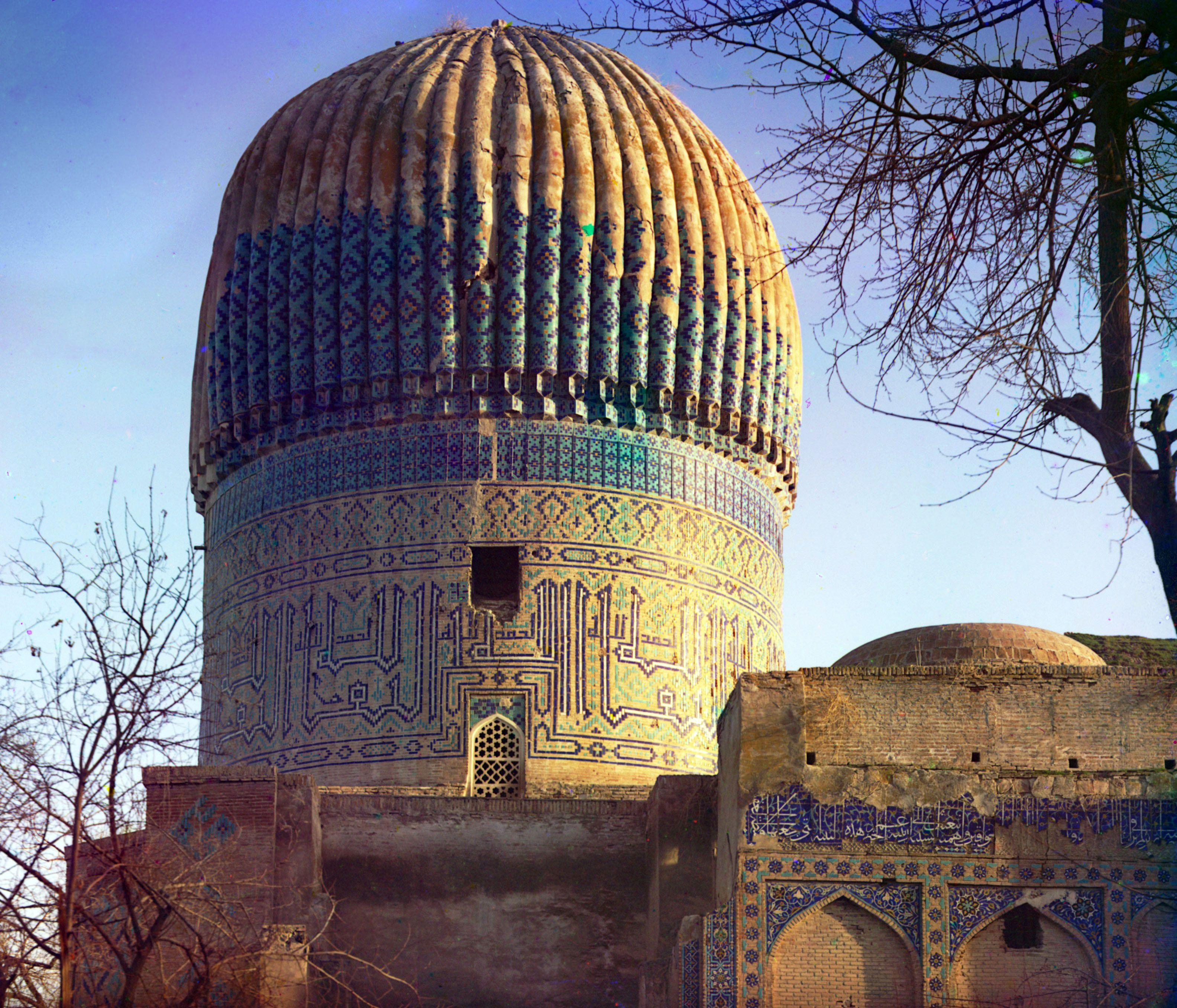
Мавзолей Гур-Емір

- 1336 — 9 квітня народження Тамерлана.
- 1357–1361 — участь у внутрішніх війнах у Мавераннахрі.
- 1361 — стає правителем Кашкадар'їнського тумена в улусі хана Токлуг-Тимура та його сина Ільяс-Ходжи.
- 1362 — союз з еміром Хусейном, правителем Бадха.
- 1364 — розгром Ільяс-Ходжи.
- 1370 — розрив із Хусейном, його вбивство та проголошення Тимуром себе як нащадка Чагатая та володаря його улусу.
- 1370–1380 — безперервні війни з правителями Хорезму та Джента за об'єднання нової великої держави під владою Тимура.
- 1381–1385 — завоювання Персії.
- 1385–1387 — завоювання Іраку, Вірменії, Азербайджану. Війни з Тохтамишем — ханом Золотої Орди.
- 1391 — вторгнення Тимура в південні землі Русі, розгром Тохтамиша.
- 1393–1394 — завоювання Месопотамії та Грузії.
- 1395 — остаточний розгром Тохтамиша.
- 1398–1399 — вторгнення в Індію, зруйнування міста Делі.
- 1399–1402 — війна з османським султаном Баязідом І та єгипетським султаном-мамлюком. Взяття Багдаду та Дамаска. 20 липня 1402 розгром Баязета під Анкарою.
- 1404 — повернення до Самарканда, підготовка походу в Китай.
- 1405 — 19 лютого смерть Тимура в місті Отрар.

## Зовнішній вигляд Тимура
Як показало відкриття гробниці Гур Емір (Самарканд), який здійснив М. Герасимов, і подальше вивчення скелета з поховання, яке, як вважають, належить Тамерлану, зріст його становив 172 см. Тимур був дужий, фізично розвинений, його сучасники писали про нього:
| Якщо більшість воїнів могли натягнути тятиву лука до рівня ключиці, то Тимур натягував її до вуха |

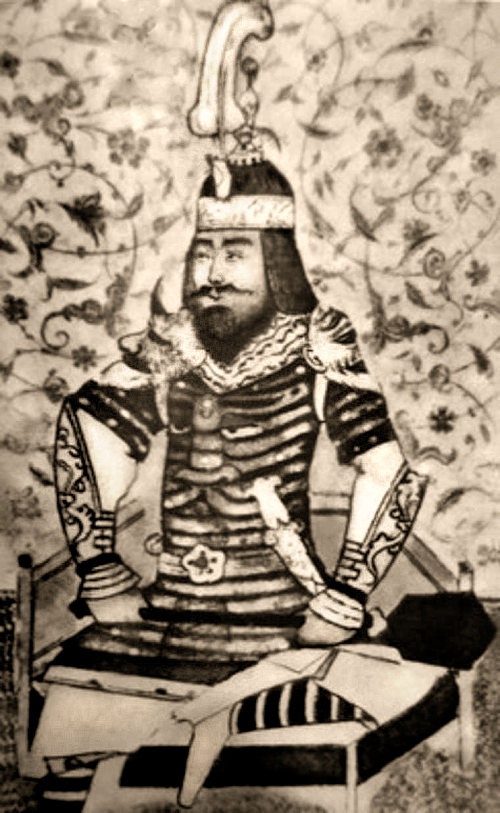
Тимур — мініатюра XV ст.

Він мав волосся світліше, ніж у більшості його одноплемінників. Детальне вивчення останків Тимура показало, що в антропологічному відношенні він відзначався монголоїдним південносибірським типом.
Попри старечий вік Тимура (69 років) череп його, а також і скелет, не мали яскраво виражених, власне старечих рис. Наявність більшої частини зубів, чіткий рельєф кісток, майже відсутність остеофітів, — все це свідчить найімовірніше про те, що череп скелета належав людині повній сил і здоров'я, біологічний вік якої не перевищував 50 років. Масивність здорових кісток, дуже розвинений рельєф і їх щільність, ширина плечей, об'єм грудної клітки і відносно високий зріст — все це дає право думати, що Тимур володів надзвичайно міцною статурою. Розвинена атлетична його мускулатура, найімовірніше, відрізнялася деякою сухістю форм, та це й природно: життя у військових походах з їх труднощами і нестатками, майже постійне перебування в сідлі, навряд чи могли сприяти огрядності.
Особливою зовнішньою рисою Тамерлана і його воїнів, яка відрізняла їх від інших мусульман, — коси, були збережені ними за монгольським звичаєм, що підтверджується деякими середньоазійськими ілюстрованими рукописами того часу. Тим часом, досліджуючи давньотюркські статуї, зображення тюрків на живописі Афрасіаба, дослідники дійшли висновку про те, що тюрки носили коси ще в V—VIII ст. Відкриття могили Тимура і дослідження антропологів показали, що Тимур не мав кіс. «Волосся Тимура товсте, пряме, сиво-рудого кольору, з перевагою темно-каштанового або рудого». «Всупереч прийнятому звичаю голити голову, до часу своєї смерті Тимур мав відносно довге волосся». Деякі історики вважають, що світлий колір волосся обумовлений тим, що Тамерлан фарбував волосся хною. Але, М. М. Герасимов у власній роботі зазначив: «Навіть попереднє дослідження волосся бороди під бінокуляром переконує в тому, що цей рудо-червонуватий колір її — натуральний, а не фарбований хною, як вважали історики». Тимур носив довгі вуса, а не підстрижені над губою. Як вдалося з'ясувати, існувало правило, що дозволяє вищому військовому стану носити вуса, не підрізаючи їх над губою, і Тимур, згідно з цим правилом, не стриг власних вусів, тож вони вільно звисали над губою. "Невелика густа борода Тимура мала клиноподібну форму. Волосся її жорстке, майже пряме, товсте, яскраво-коричневого (рудого) кольору, зі значною сивиною ". На кістках лівої ноги було видно величезні шрами у місці колінної чашки, що повністю узгоджується з прізвиськом «кульга».

## Армія Тимура

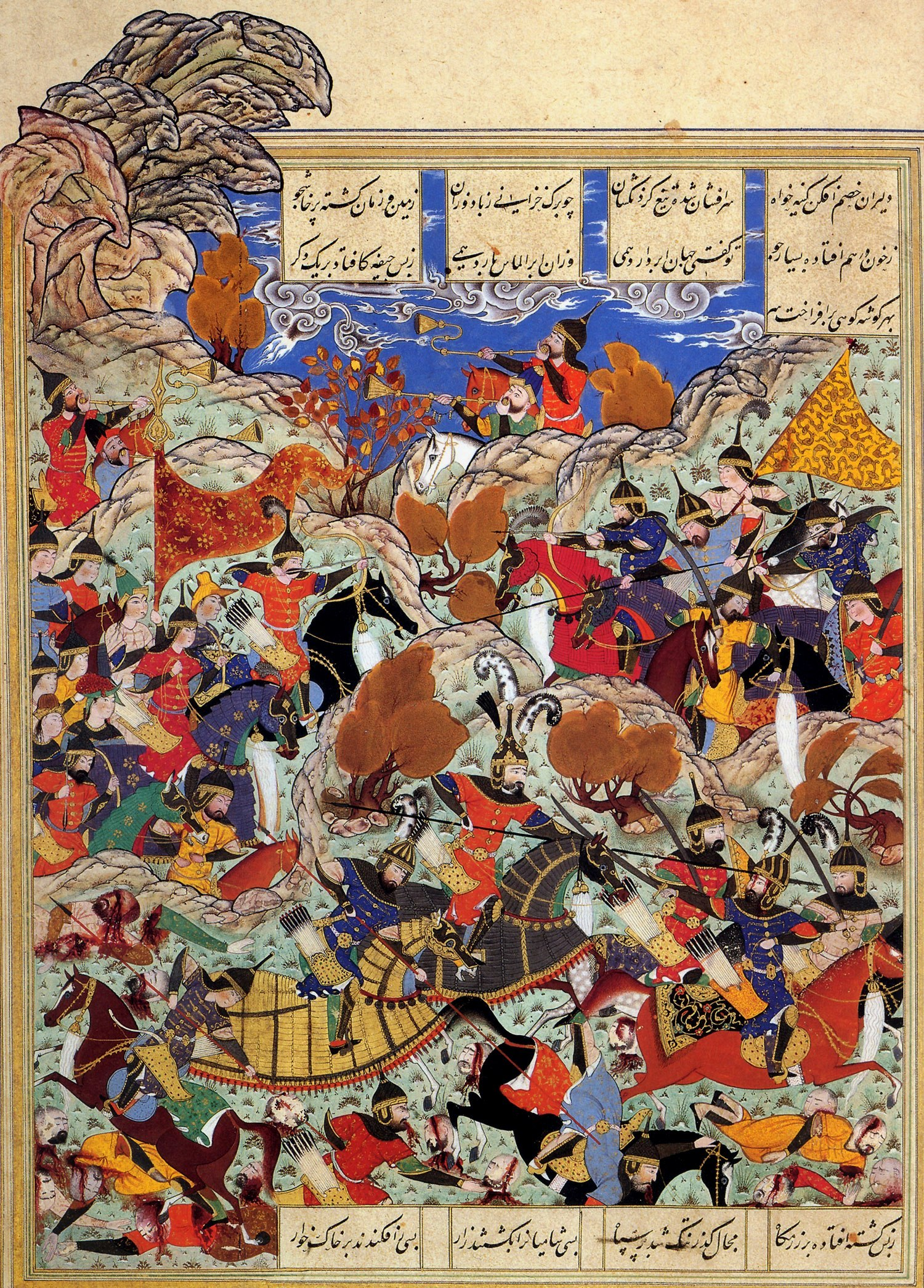
Армія Тимура в Єгипті

Спираючись на багатий досвід своїх попередників, Тамерлан зумів створити потужну та боєздатну армію, яка здобула низку блискучих перемог над противниками. Ця армія була багатонаціональним і багатоконфесійним об'єднанням, ядром якого були тюрко-монгольські воїни-кочівники. Армія Тамерлана ділилася на вершників та піхоту, роль якої значно зросла на зламі 14-15 ст. Проте основну частину армії становили кінні загони кочівників, кістяк яких складався з елітних підрозділів важкоозброєних кавалеристів, а також загонів охоронців Тамерлана. Піхота найчастіше відігравала допоміжну роль, однак була необхідна при облозі фортець. Піхота була здебільшого легкоозброєною і переважно складалася з лучників, однак в армії були також важкоозброєні ударні загони піхотинців.
Крім основних родів військ (важкої і легкої кінноти, а також піхоти), в армії Тамерлана були загони понтонерів, робітників, інженерів та інших фахівців, а також особливі піхотні частини, що спеціалізувалися на бойових операціях у гірських умовах (їх набирали з мешканців гірських селищ). Організація армії Тамерлана в загальному і цілому відповідала десятковій організації Чингісхана, однак з'явилася низка змін (так, постали підрозділи чисельністю від 50 до 300 чоловік, які називалися «кошунами», чисельність більших підрозділів — «кулів» — також була непостійною).
Основною зброєю легкої кінноти, як і піхоти, був лук. Легкі кавалеристи користувалися також шаблями або мечами та сокирами. Важкоозброєні вершники носили панцир (найпоширенішою була кольчуга, здебільшого зміцнена металевими пластинами), були захищені шоломами й билися шаблями чи мечами (крім луку та стріл, які були присутні скрізь). Звичайні піхотинці були озброєні луком, воїни важкої піхоти билися шаблями, сокирами та булавами й були захищені панциром, шоломами та щитами.

## Жінки Тимура
У Тимура було 18 дружин, з яких його улюбленою дружиною була сестра Еміра Хусейна — Ульджай-Туркан ага. За іншою точкою зору, його улюбленою дружиною була дочка Казан-хана Сарай-мульк ханим. У неї не було власних дітей, але їй було довірено виховання деяких синів і онуків Тимура. Вона була відомою покровителькою науки й мистецтв. За її наказом в Самарканді було побудовано величезне медресе і мавзолей для її матері.
1352 року Тимур одружився з дочкою еміра Джаку-барлас Турмуш-ага. Хан Мавераннахра Казаган, переконавшись у перевагах Тимура, у 1355 році віддав йому в дружини свою онучку Ульджай-Туркан ага. Завдяки цьому шлюбу виник союз Тимура з еміром Хусейном — онуком Казагана.
Окрім цього, у Тимура були інші дружини: Тугді бі, дочка Ак Суфі кунграти, Улус ага з племені сулдуз, Науруз ага, Бахт султан ага, Бурхан ага, Таваккул-ханим, Турміш ага, Джані-бик ага, Чулпан ага та інші.

## Життєписи

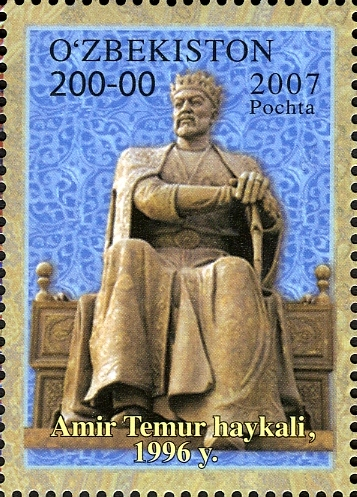
Марка Узбекистану із зображенням Тимура

За життя Тимура сучасники вели докладний літопис подій його життя. Він мав послугувати в майбутньому для написання офіційної біографії хана. 1937 року в Празі Нізамі ад-Дін Шамі оприлюднив ці праці. Оброблена версія літопису була підготована Шарафом ід-Діном Ядзи ще раніше і 1723 року надрукована в перекладі Пете де ла Круа.
Протилежну точку зору було викладено іншим сучасником Тимура Ібн-Арабшахом, налаштованим вкрай вороже стосовно хана. Його книжка була надрукована 1936 року в перекладі Сандерса під назвою «Тамерлан, або Тимур, Великий Емір». Так звані «Мемуари» Тимура, які вперше побачили світ 1830 року в перекладі Стюарта, вважаються деякими істориками підробкою. Обставини, за яких вони були знайдені шахом Джаханом 1637 року, ставляться під сумнів.

## Тамерлан у мистецтві

### У малярстві
До наших днів дійшли портрети Тимура роботи перських майстрів. Проте в них знайшло відбиття лише ідеалізоване уявлення про Тамерлана. Вони здебільшого майже не відповідають опису сучасників хана як людини доволі високого зросту з великою головою та світлим від народження волоссям.

### У літературі
- Видатний український поет Тарас Шевченко використав посилання на Тамерлана в поемі  «І мертвим, і живим, і ненародженим землякам моїм в Україні і не в Україні моє дружнє послання»:

Німець скаже: «Ви моголи».
«Моголи! моголи!»
Золотого Тамерлана
Онучата голі.
Німець скаже: «Ви слов'яни».
«Слов'яни! слов'яни!»
Славних прадідів великих
Правнуки погані!
- З праць європейських мандрівників особливо цінним є щоденник іспанця Клавіхо («Щоденник подорожі до двору Тимура в Самарканд в 1403—1406 роки»).
- Тамерлану присвячені однойменна поема англійською — Едгара По й поема Гусейна Джавіда «Кульгавий Тимур» (1925).

### У музиці
- Опера Георга Фрідріха Генделя «Тамерлан» (прем'єра відбулася в Лондоні, 1724 року). Лібрето опери є вільним тлумаченням подій, що сталися після полону султана Баязіда в битві при Ангорі. Наразі (ХХІ ст.) є однією з найбільш часто виконуваних опер композитора.
- Опера «Сказання про давній град Єлець, святу діву Марію і Тамерлана» — автор О.Чайковський, опера на 1 дію.
- Пісня російською мовою української хеві-метал-групи «Крила» — «Тамерлан».